# Каролинский попугай
Кароли́нский попуга́й (лат. Conuropsis carolinensis) — вымершая птица семейства попугаевых. Единственный вид рода и единственный вид попугаев, обитавший на востоке США.
Самое раннее упоминание об этих попугаях было в 1583 году во Флориде, когда о них сообщил торговец сэр Джордж Пекхэм в книге A True Report of the Late Discoveries of the Newfound Lands, посвящённой экспедициям английского исследователя сэра Хамфри Гилберта, который отмечал, что исследователи Северной Америки «свидетельствуют, что они нашли в этих странах … попугаев». Впервые вид был научно описан в двухтомнике английского натуралиста Марка Кейтсби «Естественная история Каролины, Флориды и Багамских островов», опубликованном в Лондоне в 1731 и 1743 годах.
Предполагается, что каролинские попугаи были ядовиты — американский натуралист и художник Джон Одюбон отмечал, что кошки, по-видимому, умирали от их поедания, и известно, что попугаи ели ядовитые семена дурнишника.

## Внешний вид

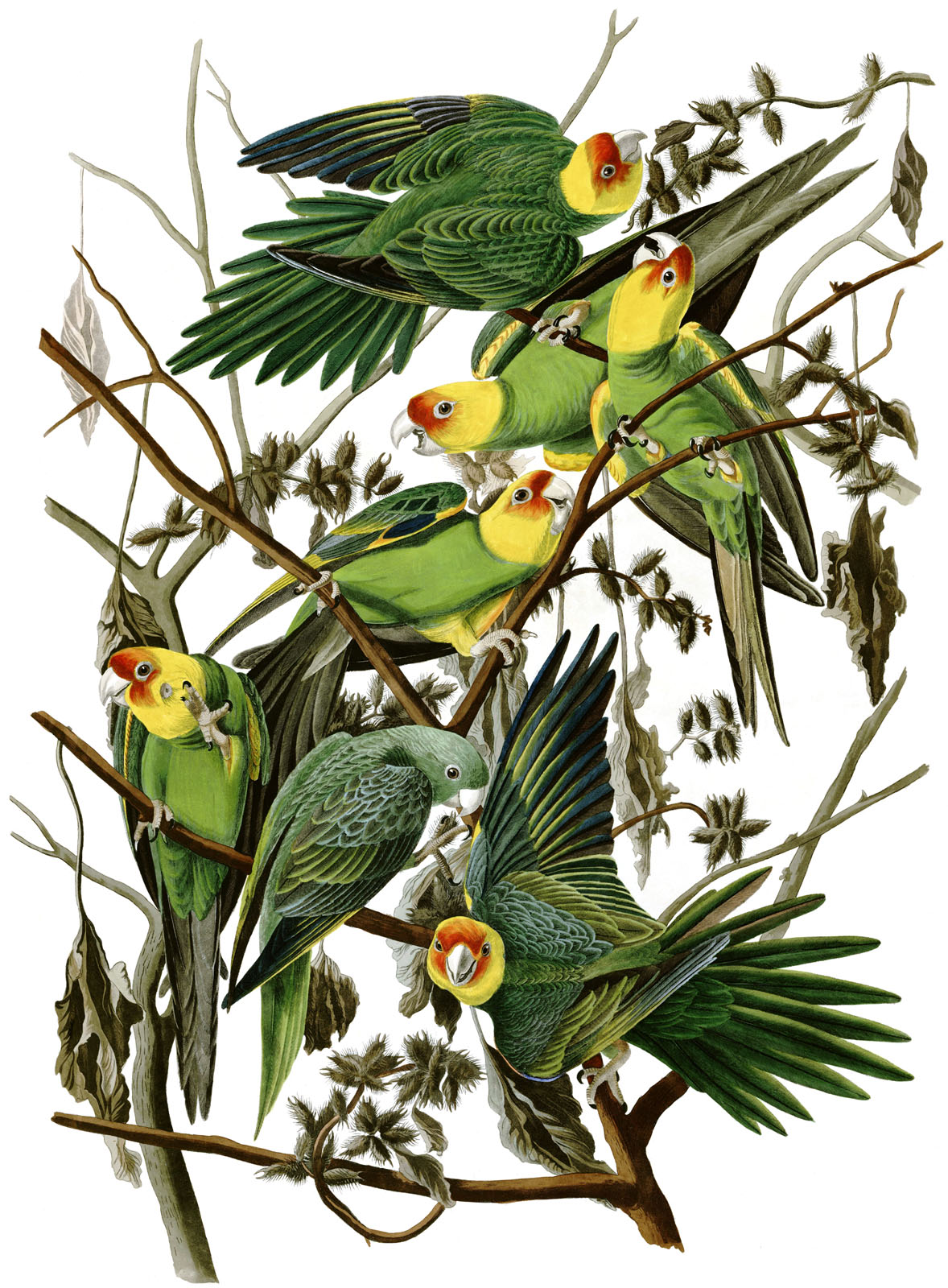
Каролинские попугаи, рисунок Д. Д. Одюбона

Длина тела в среднем 32 см, крыла — 19 см, размах крыла — 55 см, длина хвоста 15 см. Основная окраска оперения тёмно-травянисто-зелёная. Передняя часть головы и бока оранжево-красные. Темя, бока головы и горло жёлтые. Большие кроющие перья крыла оливково-зелёного цвета с желтоватыми кончиками. Маховые перья тёмного травянисто-зелёного цвета, на внутреннем опахале интенсивного пурпурно-чёрного цвета. Хвостовые перья тёмно-зелёные, на внутренней стороне с черноватой серо-жёлтой каймой, с нижней стороны тёмного серовато-жёлтого цвета, снаружи черноватые. Радужка серо-бурая. Клюв бледного беловато-розового цвета. Ноги желтовато-мясного. Самка имела более бледную окраску.

## Распространение
Обитал в Северной Америке (а точнее, преимущественно в США) от Северной Дакоты до Миссисипи и Флориды, доходя до 42-го градуса с. ш.

## Образ жизни
Обитал по берегам лесных рек. Основу питания составляли семенные коробочки чертополоха, семена кипариса и других деревьев, иногда поедал фрукты в садах. Довольно хорошо переносил зимние холода. Вёл стайный образ жизни, стаи птиц достигали 200 — 300 особей. В основном оседлая птица, не совершала больших кочёвок.

## Размножение
Гнездился в дуплах деревьев. В кладке было два белых блестящих яйца.

## Причины исчезновения
Вымер вследствие беспощадного уничтожения охотниками и вырубки старых лесов (птицы гнездились в дуплах). Непрекращающиеся преследования птиц плантаторами объяснялись вредом, наносимым этими попугаями полям и плодовым деревьям. Разноцветные перья использовались для украшения дамских шляпок. Завезённая из Европы и одичавшая медоносная пчела иногда могла занимать гнездовые дупла, вытесняя птиц. Пойманных птиц содержали в клетках, как декоративных, но их размножением в неволе никто не занимался. Птицы были уязвимы перед охотниками из-за своего стайного образа жизни. Как писал американский натуралист Д. Одюбон, если охотник ранил птицу из стаи, остальные птицы не улетали от раненых особей и продолжали кружиться над ними, привлечённые их криками, тем самым позволяя охотнику перебить всю стаю. Уже с 1830-х годов он отмечал сокращение численности этих птиц, вслед за освоением материка европейцами. Последняя известная дикая особь была убита в округе Окичоби, штат Флорида, в 1904 году. В зоопарке Цинциннати оставались две последние особи. Их звали Леди Джейн и Инкас. Но Леди Джейн умерла летом 1917 года, а следом за ней умер Инкас в феврале 1918 года. Диких птиц последний раз видели в 1926 году во Флориде, в окрестностях озера Окичоби, а слухи о встречах каролинских попугаев распространялись в штатах Флорида, Алабама, Джорджия до 1938 года. Насколько эти сведения точны — неизвестно. В 1939 году вид был провозглашён вымершим. Пустующую экологическую нишу занял интродуцированный в 1960-х годах синантропный южно-американский вид — попугай-монах, способный строить коллективные гнёзда.